# Aeroportul Hastings
Aeroportul Hastings (IATA: HGS, ICAO: GFHA) este un aeroport din Zona de Vest, Sierra Leone, Sierra Leone ce deservește zona Freetown.
Situat la o altitudine de 18 m, aeroportul dispune de 1 pistă. Este operat de Q25379259⁠(d).

## Infrastructură

### Piste
Aeroportul dispune de o singură pistă. Pista are orientarea 09/27. 